# 베르니에 (제네바주)
베르니에(프랑스어: Vernier)는 스위스 제네바주에 있는 지자체이다. 베르니에 마을, Le Lignon, Aïre, Les Avanchets, Cointrin 및 Châtelain과 같은 여러 부분으로 나뉜다.

## 지리

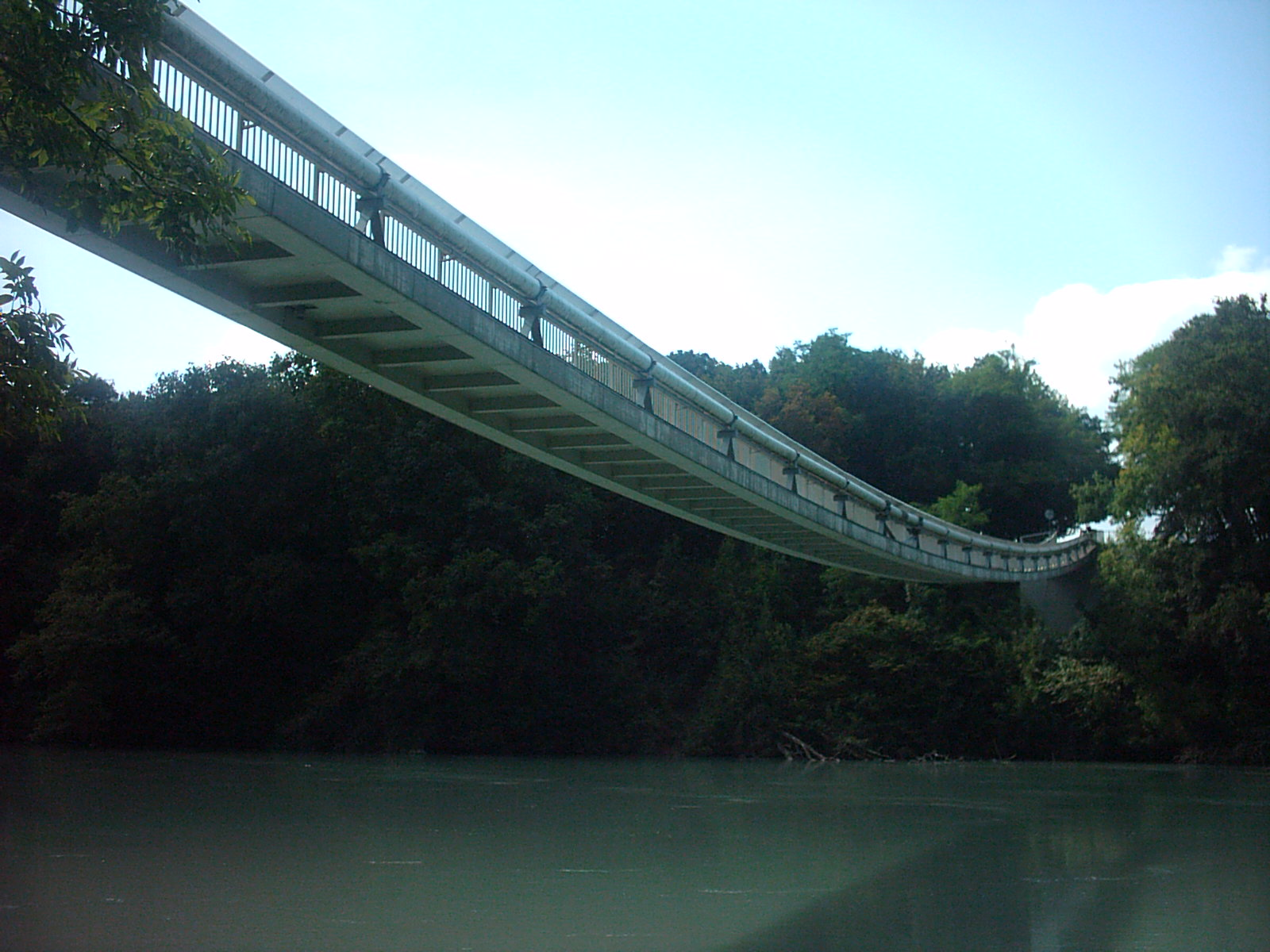
리뇽 도보교

베르니에의 면적은 2009년 현재 7.68k㎡이다. 이 지역 중 1.01k㎡ (13.2%)가 농업 목적으로 사용되는 반면 0.74k㎡ (9.6%)는 삼림으로 사용된다. 나머지 토지 중 5.57k㎡ (72.5%)가 정착(건물 또는 도로), 0.33k㎡ (4.3%)가 강 또는 호수이며, 0.01k㎡ (0.1%)는 비생산적인 토지이다.
건축면적 중 공업용 건물이 전체 면적의 10.0%, 주택과 건물이 32.8%, 교통 기반시설이 15.9%를 차지했다. 전력 및 수자원 기반시설 및 기타 특별 개발 지역은 면적의 7.6%를 구성하고 공원, 녹지대 및 스포츠 경기장은 6.3%를 구성한다. 산림면적 중 8.5%는 산림이 우거져 있고, 1.2%는 과수원이나 작은 나무 군락으로 덮여 있다. 농경지 중 6.4%는 작물 재배에 사용되고 5.9%는 목초지이다. 시정촌의 모든 물은 흐르는 물이다.
베르니에 시정촌은 샹프레보스트, 벨에바트,에탕 데 트리통, 블랑도네, 레 아방셰, 발레서 - 센터, 베르니에 - 코인트랭, 발레서 - 크로제, 샤틀렌 - 시모네, 샤틀렌의 하위 마을로 구성된다.

## 인구통계

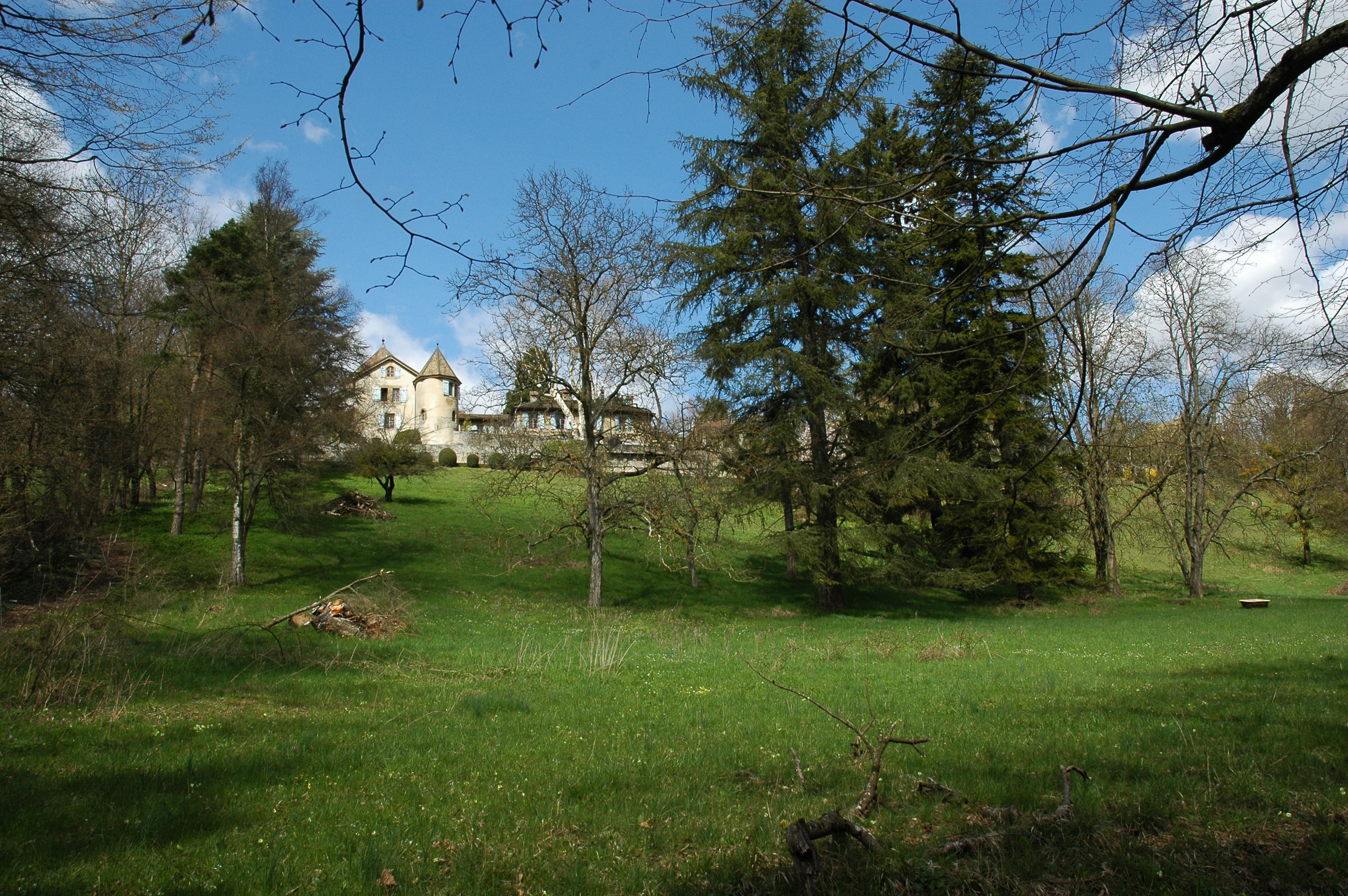
베니에르의 아이레성

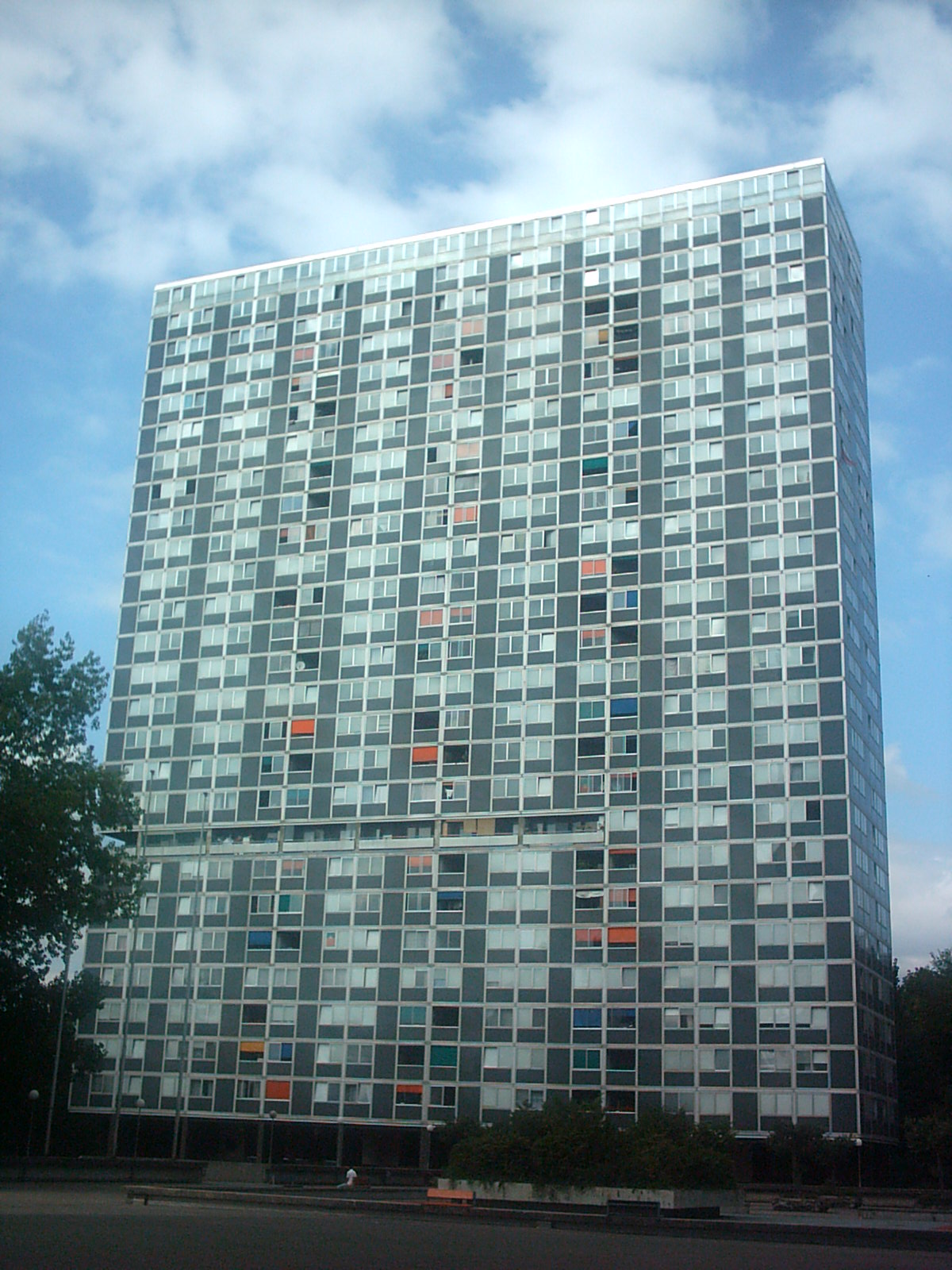
리뇽 거주 타워

2020년 12월 기준, 베르니에의 인구는 34,898명이다. 2008년 기준으로 인구의 43.8%가 거주 외국인이다. 1999년부터 2009년까지 지난 10년 동안 인구는 13.2%의 비율로 변화했다. 이주로 인해 6.3%의 비율로, 출생과 사망으로 인해 7.1%의 비율로 변경되었다.
2000년 기준, 인구 대부분인 21,767명(73.6%)이 프랑스어를 사용하며, 포르투갈어가 1,582명(5.4%)으로 두 번째로 많이 사용되고, 이탈리아어가 1,452명(4.9%)으로 세 번째로 사용된다. 독일어를 할 줄 아는 사람은 908명, 로만슈어를 할 줄 아는 사람은 23명이다.
2008년 기준으로 인구의 성별 분포는 남성 49.6%, 여성 50.4%이다. 인구는 8,712명의 스위스 남성(인구의 26.0%)과 7,916명(23.6%)의 비스위스계 남성으로 구성되었다. 스위스 여성은 9,741명(29.1%), 비스위스계 여성은 7,148명(21.3%)이었다. 지자체의 인구 중 5,327명(약 18.0%)이 2000년에 베르니에에서 태어나 그곳에서 살았다. 같은 주에서 태어난 5,528명(18.7%)이 있었고, 스위스 다른 곳에서 태어난 3,890명(13.2%)이 있었다. 13,422명(45.4%)이 스위스 이외의 지역에서 태어났다.
2008년에는 스위스 시민이 184명, 비스위스계 시민이 164명이었고, 같은 기간에 스위스 시민이 111명, 비스위스계 시민이 36명 사망했다. 이민과 이주를 무시하면 스위스 시민의 인구는 73명이 증가했고, 반면 외국인 인구는 128명이 증가했다. 스위스에서 이주한 스위스 남자는 74명, 스위스 여자는 87명이었다. 동시에 다른 나라에서 스위스로 이주한 비스위스계 남성 318명과 비스위스계 여성 333명이 있었다. 2008년 전체 스위스 인구 변화(시 경계를 넘는 이동을 포함한 모든 출처에서)는 205명이 증가했고 비스위스계 인구는 391명이 증가했다. 이는 1.9%의 인구 증가율을 나타낸다.
인구의 연령분포(2000년 기준)는 아동·청소년(0~19세)이 전체 인구의 25.4%, 성인(20~64세)이 62.3%, 노인(64세 이상)이 12.3%를 차지한다.
2000년을 기준으로 시정촌에서 12,250명이 미혼이며, 결혼한 적이 없다. 기혼자는 13,922명, 미망인은 1,262명, 이혼한 사람은 2,125명이었다.
2000년 기준으로 시정촌의 민간가구는 12,211세대로 가구당 평균 2.3명이다. 1인 가구는 4296가구, 5인 이상 가구는 793가구였다. 총 12,471가구 중 1인 가구가 34.4%로 부모와 동거하는 성인이 49가구였다. 나머지 가구 중 자녀가 없는 기혼 가구는 2,754가구, 자녀가 있는 기혼 가구는 3,917가구로 자녀가 있는 편부모는 1,040가구이다. 155가구는 혈연관계가 없는 사람들로, 260가구는 일종의 기관이나 집단주택으로 구성되어 있었다.
2000년에는 총 1,964호의 주거용 건물 중 1,103호(전체의 56.2%)가 단독주택이었다. 다가구주택은 578채(29.4%), 주로 주거용으로 사용되는 다목적 건물은 203채(10.3%), 기타 용도(상업·산업용)가 80채(4.1%)였다. 단독주택 중 1919년 이전에 113채, 1990~2000년 사이에 172채가 건설됐다. 그리고 1970년과 1946년과 1960년 사이에 그 다음으로 많은 것(105채)이 지어졌다. 1996년과 2000년 사이에 지어진 36개의 다가구 주택이 있었다.
2000년에는 13,219개의 아파트가 시정촌에 있었다. 가장 일반적인 아파트 크기는 3개의 방이었으며, 그중 4,381개가 있었다. 1인실 아파트는 1,284채, 5실 이상 아파트는 1,856채였다. 이 중 상가 11,873채(전체의 89.8%), 비수기 1,018채(7.7%), 공실 328채(2.5%) 등이다. 2009년 기준 신규 주택 건설률은 인구 1,000명당 2.2세대였다. 2010년 시정촌 공실률은 0.16%였다.
역사적 인구는 다음 차트에 나와 있다.

## 정치
2007년 연방 선거에서 가장 인기 있는 정당은 26.04%의 득표율을 기록한 SVP였다. 다음으로 가장 인기 있는 3개 정당은 SP (21.89%), 녹색당 (14.91%), LPS (9.17%)였다. 이번 연방 총선에서는 총 5,690표가 투표되었고, 투표율은 41.4%였다.
2009년 Grand Conseil 선거에는 총 14,102명의 등록 유권자가 있었고, 그중 5,009명(35.5%)이 투표했다. 이번 선거에서 지자체에서 가장 인기 있는 정당은 25.6%의 득표율을 기록한 MCG였다. 주 전체 선거에서 그들은 세 번째로 높은 득표율을 얻었다. 두 번째로 인기 있는 정당은 사회주의자당 (14.8%)으로 주 전체 선거에서 4위, 세 번째로 인기 있는 정당은 레 베르 (12.0%)로 주 전체 선거에서 2위를 기록했다.
2009년 참사당 선거에는 총 14,120명의 등록 유권자가 있었고, 그중 5,858명(41.5%)이 투표했다.
2011년에는 모든 지자체에서 지방 선거를 실시했으며, 베르니에에서는 시의회에 37개의 공석이 열렸다. 등록 유권자는 총 22,129명이었고, 그중 7,271명(32.9%)이 투표했다. 7,271표 중 45표는 무효표, 105표는 무효표, 394표는 명단에 없는 이름이었다.

## 경제
2010년 기준, 베르니에의 실업률은 8.7%였다. 2008년 기준으로 1차 경제 부문에 41명이 고용되어 있고, 이 부문에 약 7개 기업이 참여하고 있다. 5,192명이 2차 부문에 고용되었고, 이 부문에 316개의 기업이 있었다. 8,295명이 3차 부문에 고용되었으며, 이 부문에는 809개의 기업이 있다. 시정촌 주민은 13,822명으로 일정 정도 고용되었으며, 그중 여성이 전체 노동력의 44.6%를 차지하였다.
2008년에 정규직에 해당하는 총 일자리 수는 12,129개였다. 1차 부문의 일자리 수는 35개였으며, 모두 농업에 있었다. 2차 부문의 일자리 수는 5,011개였으며, 그중 제조업 2,133개(42.6%), 광업 3개(0.1%), 건설 1,310개(26.1%)였다. 3차 부문의 일자리는 7,083개였다. 3차 부문에서; 도소매업 2,767개(39.1%), 자동차 수리업 361개(5.1%), 호텔·레스토랑 405개(5.7%), 정보산업 397개(5.6%), 142개(2.0%)가 보험 또는 금융 산업, 345개(4.9%가 기술 전문가 또는 과학자, 375개(5.3%가 교육, 556개(7.8%)가 의료 분야였다.
2000년 기준 자치단체로 통근한 근로자는 10,414명, 출퇴근자는 10,942명이었다. 지자체는 근로자의 순수출 지자체로, 1명이 전입할 때 약 1.1명의 근로자가 지자체를 떠나고 있다. 베르니에에 들어오는 인력의 약 12.7%는 스위스 외부에서 오고, 현지인 중 0.0%는 일을 위해 스위스에서 출퇴근한다. 근로 인구의 34.5%가 대중교통을 이용하여 출퇴근하고, 48.5%가 자가용을 이용하였다.

## 종교
2000년 인구 조사에서 로마 가톨릭 신자는 12,656명(42.8%)이었고, 스위스 개혁 교회는 3,935명(13.3%) 이었다. 나머지 인구 중 정교회 교인은 408명(인구의 약 1.38%), 로마 가톨릭 교인은 46명(인구의 약 0.16%), 556명이 있었다. 다른 기독교 교회에 속한 개인(또는 인구의 약 1.88%). 유대인은 64명(인구의 약 0.22% )이었고, 이슬람교는 2,362명(인구의 약 7.99%), 불교가 120명, 힌두교 89명, 다른 종교에 속한 개인이 55명 있었다. 5,990명(인구의 약 20.26%)이 교회에 속하지 않고, 불가지론자 또는 무신론자이며, 3,278명(인구의 약 11.09%)이 질문에 대답하지 않았다.

## 교육

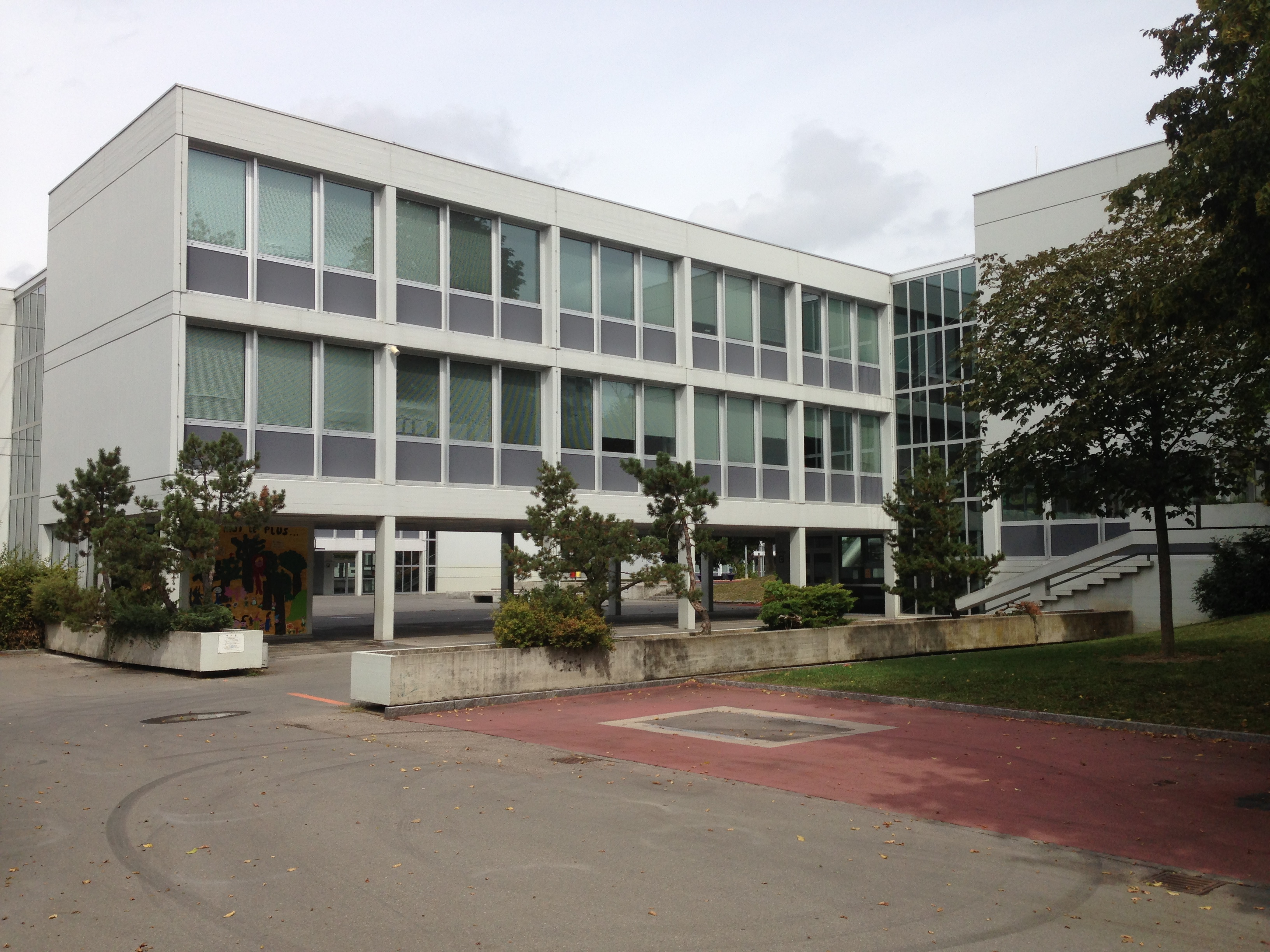
École du Lignon

베르니에에서는 인구의 약 8,149명(27.6%)이 비필수 고등교육을 이수했으며, 3,058명(10.3%)이 추가 고등 교육(대학 또는 응용학문대학)을 마쳤다. 고등 교육을 이수한 3,058명 중 38.3%가 스위스 남성, 28.2%가 스위스 여성, 20.4%가 비스위스계 남성, 13.2%가 비스위스계 여성이었다.
2009-2010학년도 동안 베르니에 학교 시스템에는 총 6,827명의 학생이 있었다. 제네바주의 교육 시스템은 어린 아이들이 2년 동안 의무가 아닌 유치원에 다닐 수 있도록 허용한다. 그 학년도에 유치원에 다니는 어린이는 413명이었다. 주의 학교 시스템은 2년의 비필수 유치원을 제공하며, 학생들은 6년 동안 초등학교에 다닐 것을 요구하며, 일부 어린이는 소규모의 특수 수업에 참석한다. 베르니에에는 유치원이나 초등학교에 1,181명의 학생이 있었고 197명의 학생은 특수 학급에 있었다. 중등 학교프로그램은 3년의 낮은 의무 교육 과정과 3년에서 5년의 선택적인 고급 학교로 구성된다. 베르니에에는 1,181명의 중학생이 재학 중이었다. 1,724명의 시립 중고등학생과 전문 대학이 아닌 트랙 프로그램에 재학 중인 277명의 학생이 있었다. 추가로 194명의 학생이 사립학교에 다녔다.
2000년 기준으로 베르니에에는 타 지자체에서 온 학생이 449명, 시외 학교에 다니는 주민은 2,114명이다.

## 교통
지자체에는 리옹-제네바선의 베르니에역이 있다. 라플랑, 벨가르드 및 제네바까지 정기적으로 운행한다.